# 牧野雅楽之丞
牧野 雅楽之丞（まきの うたのじょう、1883年〈明治16年〉1月2日 - 1967年〈昭和42年〉8月14日）は、日本の道路技術者。

## 経歴
- 1883年、宮城県に生まれる。
- 1909年、東京帝国大学工科大学土木工学科卒業。内務省に入り、東京市区改正委員会の水道拡張調査に従事。同年、内務技師となり、東京土木出張所に勤務し、利根川第二期改修工事に従事した。
- 1918年、道路視察のため米国出張、翌年に帰国し、道路法制定に牧彦七とともに参画、道路行政の確立に尽力。
- 1922年、内務省土木試験所発足とともに同所勤務
- 1924年、土木試験所長
- 1927年、復興局土木部道路課長兼任の道路試験所長として関東大地震後に制定された東京、横浜両市の幹線街路、広場、舗装などの計画、設計工事の推進に尽力。その後は土木局国道改良係主任として、直轄国道の改良、施工に技術の責任者として務める。
- 1934年、下関土木出張所長。
- 1936年、内務省を退官。
- 1939年、京都市土木局長
- 1941年、民間人としてメキシコ、東南アジアへの建設技術の協力
- 1967年、郷里宮城県迫町の名誉町民。

## 栄典
- 1930年（昭和5年）12月5日 - 帝都復興記念章[1]

## 著書
- 『道路工学』常磐書房〈高等土木工学 第8巻〉、1931年9月。 NCID BA34553671。全国書誌番号:46088407。
- 『道路工学』常磐書房、1932年11月。 NCID BN08306906。全国書誌番号:47008461。